# Schistostoma albopilosus
Schistostoma albopilosus är en tvåvingeart som först beskrevs av Becker 1910.  Schistostoma albopilosus ingår i släktet Schistostoma och familjen styltflugor. Inga underarter finns listade i Catalogue of Life.